# دائرة عنابة
دائرة عنابة إحدى دوائر  ولاية عنابة الجزائرية .  عاصمتها هي عنابة  وتضم بلديات  : 
- عنابة
- سرايدي